# Kabinett Ferry II

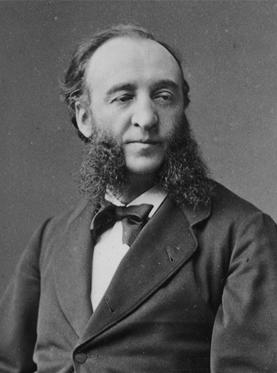
Jules Ferry

Das zweite Kabinett Ferry wurde während der Dritten Französischen Republik am 21. Februar 1883 von Premierminister gebildet und befand sich bis zum 30. März 1885 767 Tage lang im Amt. Es löste das Kabinett Fallières ab; Nachfolger war das Kabinett Brisson I.
Dem Kabinett gehörten Vertreter der Gauche républicaine (GR), der Union républicaine (UR) und der Union démocratique (UD) an.

## Kabinett

### Minister
Dem Kabinett gehörten folgende Minister an:
| Amt                                                    | Name                                                    | Gruppe | Beginn der Amtszeit                             | Ende der Amtszeit                            |
| ------------------------------------------------------ | ------------------------------------------------------- | ------ | ----------------------------------------------- | -------------------------------------------- |
| Premierminister                                        | Jules Ferry                                             | GR     | 21. Februar 1883                                | 30. März 1885                                |
| Außenminister                                          | Paul-Armand Challemel-Lacour Jules Ferry                | UR GR  | 21. Februar 1883 20. November 1883              | 20. November 1883 30. März 1885              |
| Kriegsminister                                         | Jean Thibaudin Jean-Baptiste-Marie Campenon Jules Lewal |        | 21. Februar 1883 9. Oktober 1883 3. Januar 1885 | 9. Oktober 1883 3. Januar 1885 30. März 1885 |
| Minister für öffentlichen Unterricht und schöne Künste | Jules Ferry Armand Fallières                            | GR UD  | 21. Februar 1883 20. November 1883              | 20. November 1883 30. März 1885              |
| Finanzminister                                         | Pierre Tirard                                           | UR     | 21. Februar 1883                                | 30. März 1885                                |
| Minister für öffentliche Arbeiten                      | David Raynal                                            | GR     | 21. Februar 1883                                | 30. März 1885                                |
| Minister für Marine und Kolonien                       | Charles Brun Alexandre Peyron                           | UR     | 21. Februar 1883 9. August 1883                 | 9. August 1883 30. März 1885                 |
| Siegelbewahrer, Justiz- und Religionsminister          | Félix Martin-Feuillée                                   | UR     | 21. Februar 1883                                | 30. März 1885                                |
| Innenminister und Religionsminister                    | Pierre Waldeck-Rousseau                                 | UR UR  | 21. Februar 1883                                | 30. März 1885                                |
| Minister für Landwirtschaft                            | Jules Méline                                            | GR     | 21. Februar 1883                                | 30. März 1885                                |
| Handelsminister                                        | Anne-Charles Hérisson Maurice Rouvier                   | UR     | 21. Februar 1883 14. Oktober 1884               | 14. Oktober 1884 30. März 1885               |
| Minister für Post und Telegrafie                       | Adolphe Cochery                                         | GR     | 21. Februar 1883                                | 30. März 1885                                |

### Unterstaatssekretäre
Dem Kabinett gehörten folgende Sous-secrétaires d’État an:
| Amt                                                                           | Name                           | Gruppen | Beginn der Amtszeit           | Ende der Amtszeit          |
| ----------------------------------------------------------------------------- | ------------------------------ | ------- | ----------------------------- | -------------------------- |
| Premierminister und Ministerium für öffentlichen Unterricht und schöne Künste | Eugène Durand                  | GR      | 27. Februar 1883              | 30. März 1885              |
| Finanzministerium                                                             | Justin Labuze                  | GR      | 21. Februar 1883              | 30. März 1885              |
| Ministerium für öffentliche Arbeiten                                          | Charles Baïhaut                | UR      | 21. Februar 1883              | 30. März 1885              |
| Justiz- und Religionsministerium                                              | Alphonse Noirot                | UD      | 27. Februar 1883              | 30. März 1885              |
| Innenministerium                                                              | Guillaume Margue Alfred Laroze | UR UR   | 27. Februar 1883 17. Mai 1884 | 17. Mai 1884 30. März 1885 |
| Ministerium für Marine und Kolonien                                           | Félix Faure                    | UR      | 22. September 1883            | 30. März 1885              |
| Kriegsministerium                                                             | Jean Casimir-Perier            | GR      | 17. Oktober 1883              | 30. März 1885              |

## Historische Einordnung

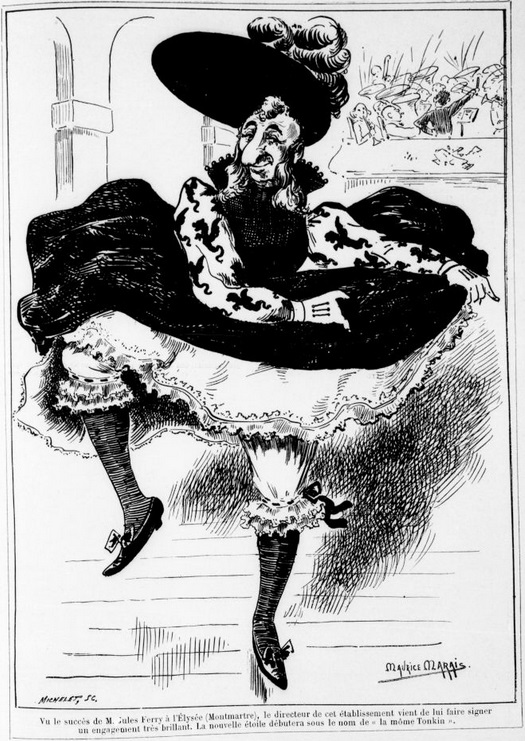
Maurice Marais: Die Tonkin-Göre, Karikatur Jules Ferrys (Le Triboulet, 4. Dezember 1891)

Jules Ferry erwies sich als starker Ministerpräsident; sein zweites Kabinett gehört mit einer Amtszeit von über zwei Jahren zu den langlebigsten der Dritten Republik. Dabei bildete er seine Regierung mehrmals um, ohne dazu die Kammer zu befragen. Die Regierung trat in der Folge der Tonkin-Affäre zurück.
Zu den wichtigsten Punkten seiner Amtszeit zählen
- die Reform der Richterschaft;[7]
- die Weiterführung des Plan Freycinet zum Ausbau des Schienennetzes in Frankreich;
- das Loi Waldeck-Rousseau vom 21. März 1884 zur Zulassung von Gewerkschaften;[8][9]
- das Loi Naquet zur Zulassung von Ehescheidungen;[10]
- protektionistische Maßnahmen zum Schutz der Landwirtschaft;
- das Organgesetz vom 10. Dezember 1884[11], das die Sénateurs inamovibles wieder abschaffte;
- die Einführung des Listenwahlrechts für die Abgeordnetenkammer (Léon Gambetta war daran noch gescheitert);[12]

### Soziale Konflikte
Von Februar bis April 1883 streikten die Minenarbeiter in Carmaux. Arbeitslose, die sich am 9. März 1883 auf Initiative der Schreinergewerkschaft auf der Esplanade des Invalides in Paris versammelt hatten, wurden von der Polizei auseinandergetrieben; eine kleine Gruppe, angeführt von den Anarchisten Louise Michel, Eugène Mareuil und Émile Pouget, marschierte zum Boulevard Saint-Germain und plünderte drei Bäckereien mit Rufen wie „Brot, Arbeit oder Blei“. Mareuil und Pouget wurden festgenommen. Louise Michel stellte sich von sich aus den Behörden. In Anzin streikten die Minenarbeiter von Februar bis April 1884; der Streik führte zum Loi Waldeck-Rousseau und diente Émile Zola als Vorlage für seinen Roman Germinal.

### Kolonialpolitik

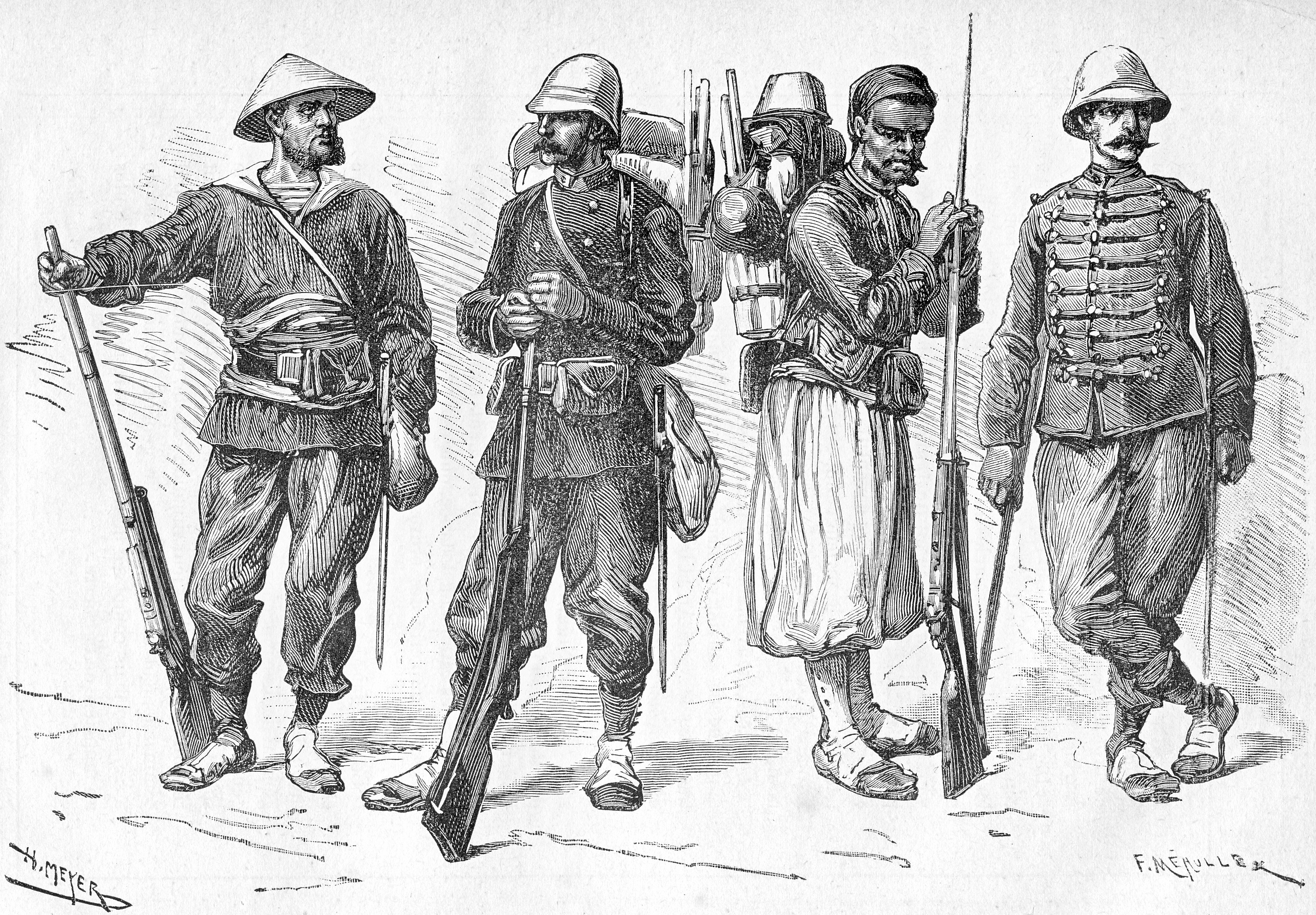
Uniformen des Expeditionskorps Tonkin (v. l. Fusilier-Marin, Marineinfanterist, Turco und Marineartillerist)

Am 15. Mai blockierte die französische Kriegsmarine Madagaskar und besetzte Teile des Landes. Die Tonkin-Kampagne mit dem Ziel der der Besetzung Tonkins und Annams begann ab August 1883. Ein Jahr später weitete sich die Auseinandersetzung zum Chinesisch-Französischen Krieg aus. Die von November 1884 bis Februar 1885 stattfindende Kongokonferenz führte zu Absprachen der Kolonialmächte über die Aufteilung Afrikas.

### Sonstiges
Am 20. März 1883 wurde die Pariser Verbandsübereinkunft zum Schutz des gewerblichen Eigentums abgeschlossen. Auf dem Platz der Republik wurde am 14. Juli 1883 das Denkmal der Republik eingeweiht. Am 21. Juli 1883 gründete Paul Cambon die Alliance française, deren Ziel die Verbreitung der französischen Sprache und Kultur im Ausland war. Mit dem Tod des Grafen von Chambord am 24. August 1883 erloschen nicht nur die älteste Linie des Hauses Bourbon, sondern auch realistische Thronansprüche der Bourbonen. Die Senatswahlen vom 25. Januar 1885 brachten den Republikanern einen gewaltigen Sieg ein.